# Distrito de Uelzen
El Distrito de Uelzen (en alemán: Landkreis Uelzen) es un Landkreis ubicado en el noreste del estado federal de Baja Sajonia (Alemania). El distrito limita al oeste con los distritos de Celle y Heide, al norte con el distrito de Luneburgo, al este con el distrito de Lüchow-Dannenberg, al sudeste con el distrito de Altmark-Salzwedel y al sur con el distrito de Gifhorn. La capital del distrito es Uelzen.

## Composición del distrito
Datos de la encuesta de población del 30 de junio de 2005

### Unión de municipios
- 1. Bienenbüttel (6.756)
- 2. Uelzen, Ciudad, Municipio independiente (35.111)

### Samtgemeinde
* Localización de la administración
| - 1. Samtgemeinde Altes Amt Ebstorf (10.612) 1. Ebstorf, Flecken * (5.437) 2. Hanstedt (999) 3. Natendorf (847) 4. Schwienau (766) 5. Wriedel (2.563) - 2. Samtgemeinde Bevensen (16.483) 1. Altenmedingen (1.573) 2. Bad Bevensen, Ciudad * (8.708) 3. Barum (843) 4. Emmendorf (755) 5. Himbergen (1.814) 6. Jelmstorf (862) 7. Römstedt (868) 8. Weste (1.060) | - 3. Samtgemeinde Bodenteich (6.420) 1. Bad Bodenteich, Flecken * (4.027) 2. Lüder (1.359) 3. Soltendieck (1.034) - 4. Samtgemeinde Rosche (7.332) 1. Oetzen (1.357) 2. Rätzlingen (507) 3. Rosche * (2.128) 4. Stoetze (681) 5. Suhlendorf (2.659) | - 5. Samtgemeinde Suderburg (7.276) 1. Eimke (981) 2. Gerdau (1.619) 3. Suderburg * (4.676) - 6. Samtgemeinde Wrestedt (6.981) 1. Stadensen (1.373) 2. Wieren (2.609) 3. Wrestedt * (2.999) |